# Palazzo Lloyd
Il Palazzo Lloyd (Palatul Lloyd) è un edificio storico di Piaţa Victoriei (Piazza della Vittoria) di Timișoara. Fu costruito tra il 1910 e il 1912 su progetto dell'architetto Leopold Baumhorn. L'architettura è in stile eclettico con influenze secessione. Ha ospitato la Borsa Agricola. Attualmente ospita il Rettorato dell'Università Politecnica di Architettura di Timișoara. Al piano terra funziona ancora oggi il ristorante Lloyd.